# Urszád
Urszád falu Romániában, Bihar megyében.

## Fekvése
A béli hegyek alatt, a Fekete-Körös völgyében, Belényesszentmiklós-tól nyugatra fekvő település.

## Története
Uszád birtokosa a nagyváradi i. sz. káptalan volt.
A 20. század elején is az 1. sz. káptalané volt.
A település az 1900-as évek elején a belényesi járás egyik körjegyzősége volt.
Borovszky így ír a település akkori viszonyairól: "…Házainak száma 91, lakosaié 440. Postája, távírója, vasúti állomása Sólyom…"
A trianoni békeszerződés előtt Uszád Bihar vármegye belényesi járásához tartozott.

## Nevezetességek
- Görög keleti temploma – 1840-ben épült.